# Cerebratulus marginatus
Il nemertino marginato (Cerebratulus marginatus Renier, 1804) è un nemertino carnivoro appartenente alla famiglia Lineidae, diffuso nell'oceano Atlantico.

## Descrizione
È nastriforme, di colore pallido, con il corpo lungo tra i 60 e i 80 cm. La proboscide, tipica dei nemertini, viene impiegata per la predazione e per la difesa.